# Saint-Saturnin-lès-Avignon
Saint-Saturnin-lès-Avignon este o comună în departamentul Vaucluse din sud-estul Franței. În 2009 avea o populație de 4.968 de locuitori.

## Evoluția populației
| An        | 1975  | 1982  | 1990  | 1999  | 2006  | 2009  |
| --------- | ----- | ----- | ----- | ----- | ----- | ----- |
| Populație | 2.223 | 2.664 | 2.941 | 3.835 | 4.550 | 4.968 |